# Myrmeleon homsi
Myrmeleon homsi är en insektsart som beskrevs av Navás 1913. Myrmeleon homsi ingår i släktet Myrmeleon och familjen myrlejonsländor. Inga underarter finns listade i Catalogue of Life.